# Xeromedulla leptospora
Xeromedulla leptospora är en svampart som beskrevs av W.Y. Zhuang & Korf 1987. Xeromedulla leptospora ingår i släktet Xeromedulla och familjen Helotiaceae.   Inga underarter finns listade i Catalogue of Life.